# 日本プレシジョン
日本プレシジョン株式会社（にほんプレシジョン）は、セイコーインスツルおよび東芝出資の部品製造会社であった。略称NP。東芝電波テクノロジー株式会社の前身の一つである。

## 事業所
- 習志野工場：千葉県習志野市茜浜一丁目83番
- 習志野工場川崎駐在：神奈川県川崎市幸区小向東芝町1（東芝小向工場内30号4F）

## 業務内容
マイクロ波半導体製造、赤外検知器製造、精密機器（ジャイロ）製造及び応用製品の設計製造等。